# 1610
Cette page concerne l'année 1610  du calendrier grégorien.

## Événements

### Asie
- 29 mars et 24 avril : la Compagnie néerlandaise des Indes orientales traite avec les souverains locaux et obtient l'autorisation d'établir un établissement à Pulicat (en)[1].
- 19 décembre, Indonésie : arrivée de Pieter Both à Batam[2]. Les « Dix-sept Messieurs » qui dirigent la compagnie décident de confier à un gouverneur général l’ensemble des comptoirs, forts, territoires, forces militaires et navale relevant de la Compagnie néerlandaise des Indes orientales. Pieter Both jette les bases d’une administration rudimentaire : secrétaire général, Conseil des Indes uniquement consultatif, commis dans chaque comptoir et fonctionnaires subalternes.

### Amérique
- 25 janvier, Palais du Pardo : cédule royale créant le tribunal de l’Inquisition de la vice-royauté de Nouvelle-Grenade à Carthagène[3].
- Printemps[4] : Santa Fe, au Nouveau-Mexique, fondée par les Espagnols en 1607, prend le nom officiel de Villa Real de la Santa Fé de San Francisco de Asís[5].
- 21 mai : arrivée de nouveaux colons à Jamestown, en Virginie, conduits par Thomas Gates. Il décide d'évacuer les 60 survivants de la colonie, quand il rencontre la flotte de sir De La Warr à l'entrée de la baie de Chesapeake[6].

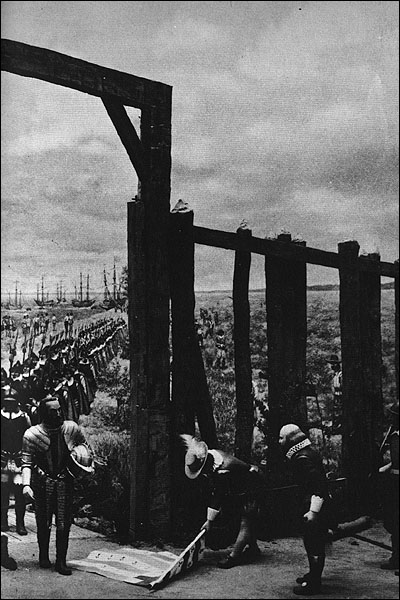
10 juin : arrivée de De La Warr à Jamestown.

- 10 juin : la flotte de sir De La Warr arrive en Virginie avec du ravitaillement et de nouveaux colons et réoccupe Jamestown, qui compte alors 300 habitants[7].
- 19 juillet : Juan de las Cabezas Altamirano, ancien évêque de Santiago de Cuba, est nommé évêque du Guatemala (Santiago de Guatemala)[8].
- 3 août : l'explorateur anglais Henry Hudson est le premier Européen à pénétrer dans la baie qui portera son nom, qu’il prend pour le Pacifique (fin en 1611)[9].
- 9 août, première guerre anglo-powhatans : les colons de Jamestown attaquent le village indien de Paspahegh. Lors de la famine à Jamestown au cours de l’hiver, certains colons se sont réfugiés auprès du chef indien Powhatan pour se nourrir. Lorsque l’été revient, le gouverneur de la colonie, Thomas Gates, demande à Powhatan de restituer les fugitifs. Devant son refus, un groupe de soldats attaquent un village, tuent une quinzaine d’Indiens, brûlent les habitations et saccagent les cultures de maïs. Ils se saisissent de la reine de la tribu et de ses enfants, puis les massacrent[6].

- L'explorateur français Étienne Brûlé atteint la baie Georgienne et découvre le lac Huron[10]. Par la suite il circule dans le pays des Hurons, s’avance peut-être jusqu’à Sault-Sainte-Marie et pénètre, au Sud, jusqu’à la baie de Chesapeake (1628).

### Europe

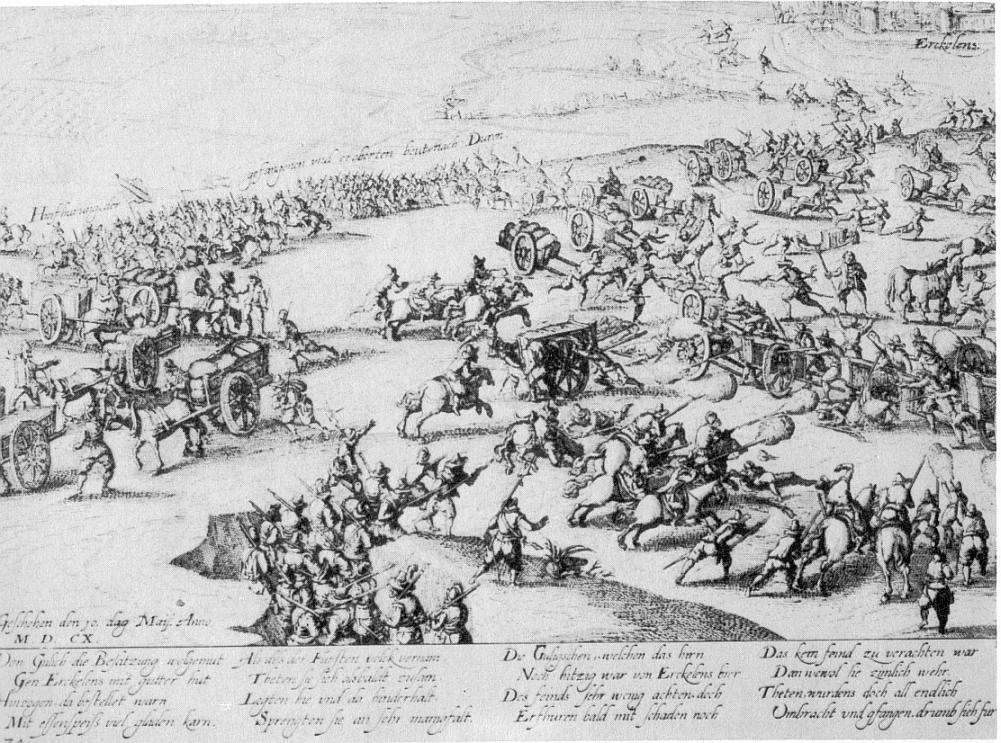
10 mai : Siège d'Erkelenz. L’affaire de la succession de Juliers et de Clèves met face à face la Sainte ligue et l’union évangélique. Henri IV de France se prépare à entrer en Allemagne pour secourir ses alliés protestants, mais son assassinat évite la guerre ouverte.

7  janvier  : Galilée, un des pionniers dans l'utilisation de la lunette d'approche pour l’astronomie, la perfectionnant pour en faire une des premières lunettes astronomiques, aussi le premier à clairement montrer les planètes se déplaçant autour du Soleil, ce jour-là découvre que Jupiter a au moins quatre lunes l’encerclant. 
- 8 février : l'assemblée de la Ligue Catholique réunit à Wurtzbourg les princes allemands pour s'opposer à l'Union protestante. Elle décide la mise sur pied d'une armée avec Maximilien de Bavière à sa tête[11].

11 février : le roi de France Henri IV s'engage par le traité de Schwäbisch Hall à soutenir les princes possédants et à défendre les libertés germaniques avec les représentants de l'Union Évangélique, autre appellation de l'Union protestante.
- Février : le roi Jacques Ier d'Angleterre et son conseiller Robert Cecil, désireux d’assainir les finances royales, proposent un « Grand contrat » destiné à procurer à la Couronne un revenu annuel fixe. Les Communes refusent de l’accorder et la Couronne doit continuer à vivre à crédit et à court terme (octobre)[12].

- 28-30 mars : le synode de Žilina (Slovaquie) organise l’Église protestante de Hongrie qui est soumise au contrôle de la hiérarchie catholique[13].
- 13 mai : couronnement de la reine Marie de Médicis à la basilique Saint-Denis.

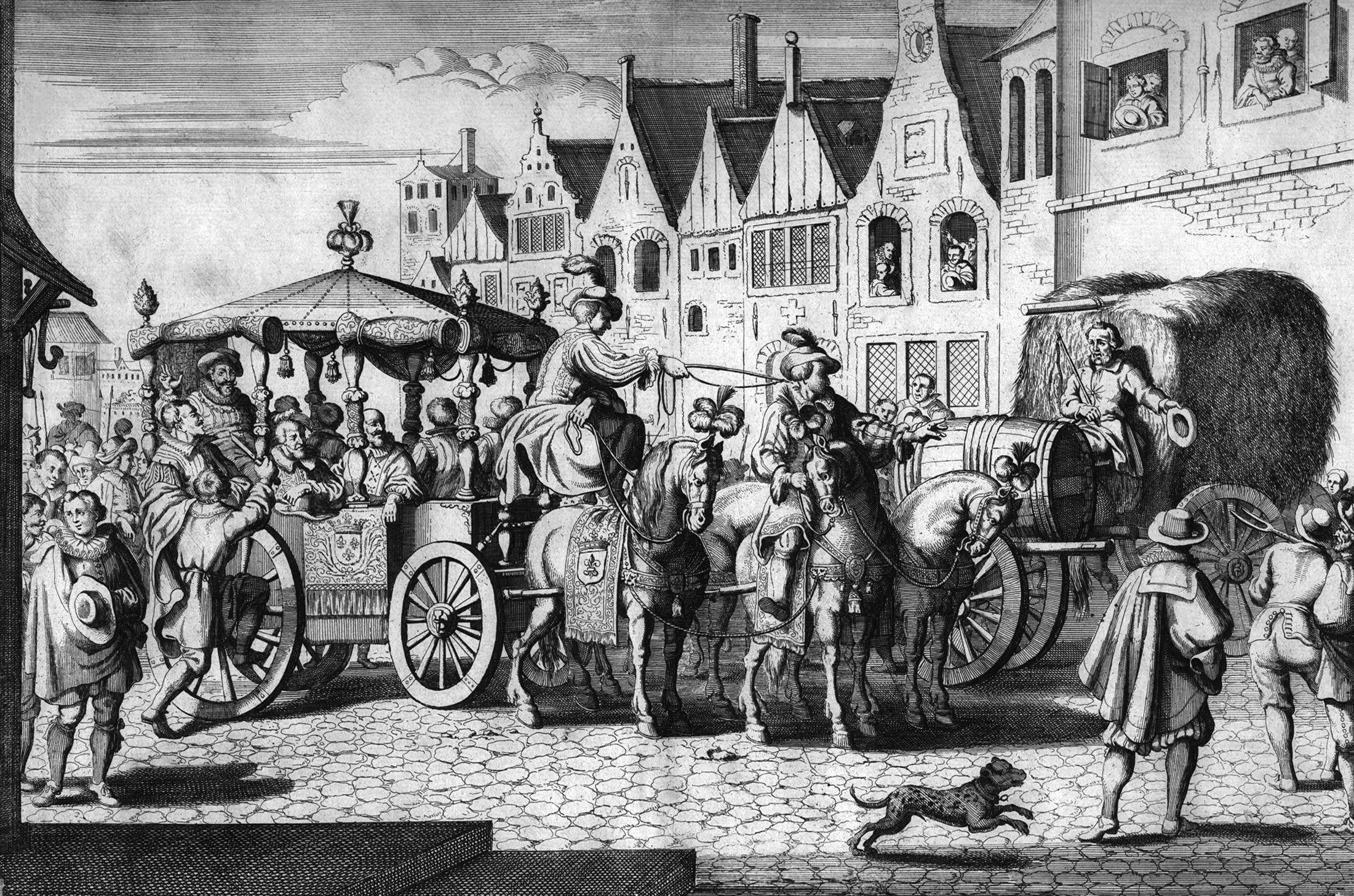
14 mai : assassinat d'Henri IV

- 14 mai : assassinat du roi de France Henri IV par Jean-François Ravaillac, extrémiste catholique, à Paris[14].

- 6 juin : François de Sales et Jeanne de Chantal fondent l'ordre de la Visitation de Marie à Annecy, dans une vocation contemplative et éducative[15].
- Juin : requête des disciples d’Arminius (remontrants) aux États généraux des Provinces-Unies par laquelle ils critiquent l’interprétation étroite de la prédestination enseignée par les calvinistes hollandais (Franciscus Gomarus)[16].

- 8 septembre : Radu Serban est vaincu et chassé de Valachie par le prince Gabriel Bathory de Transylvanie qui occupe le pays pendant un an[17].
- 19 septembre : Frédéric V (1596-1632) devient électeur palatin à la mort de son père (fin en 1623) ; le gouvernement du Palatinat est assuré par Christian d'Anhalt[18].

- 1er novembre : la canonisation de Charles Borromée est suivie de la construction de trois églises à sa gloire à Rome.
- 6-7 novembre : autodafé célébré à Logroño à l’issue d'un procès de sorcellerie  menée par l'Inquisition[19].

- 29 décembre, Hongrie : Erzsébet Báthory, veuve de Ferenc Nádasdy, est arrêtée et jugée, convaincue de torture et de meurtre sur plusieurs de ses servantes. Condamnée, elle est murée dans une chambre de son château où elle meurt folle quelques années après[20]. La légende raconte qu’elle aurait pris des bains du sang de ses victimes innombrables, sans que le fait soit mentionné dans les procès-verbaux. Son procès, instruit par le palatin Thurzó, revêt un caractère économique (les biens d’Élisabeth auraient été confisqués à sa famille en cas d’exécution capitale) et politique, car il compromet son cousin Gabriel Báthory, prince de Transylvanie, aspirant au trône du royaume, au moment où le palatin Thurzó aurait aimé accéder à celui de Transylvanie.

- En Autriche, Matthias reconnaît les privilèges des villes[21].
- Rapports amicaux entre Venise et Amsterdam[22].
- Sir Edward Coke, défenseur de la Common law, s’oppose au roi Jacques Ier d'Angleterre dans l’affaire Bonham (Dr. Bonham's Case (en))[23].

#### Russie

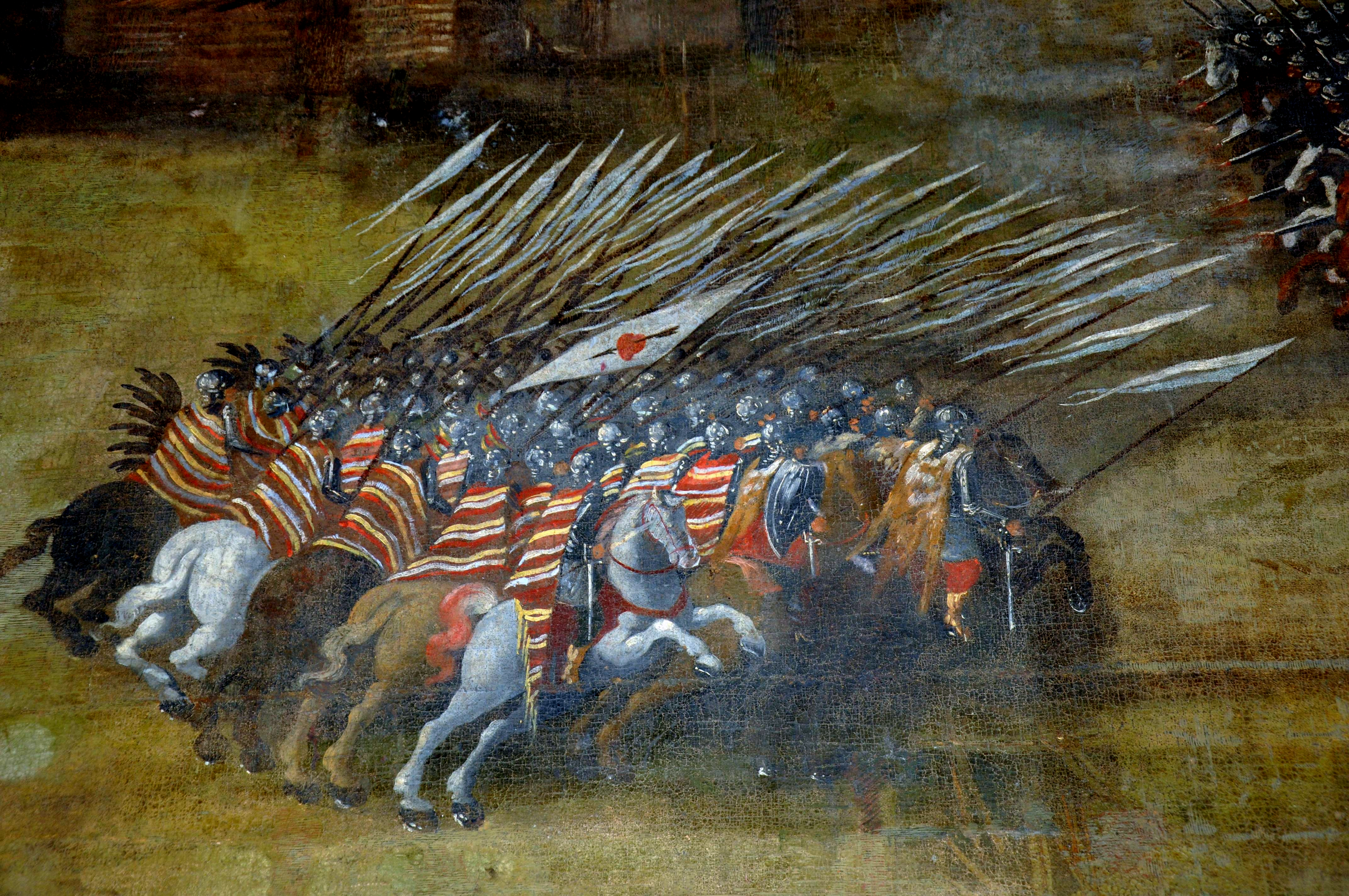
4 juillet : bataille de Kłuszyn

- 12 janvier : les Polonais de Sapieha lèvent le siège du couvent de Saint-Serge et se retirent à Dmitrov, pressés par les troupes russo-suédoises[24].
- 14 février : à la suite d'une députation de Touchino à Smolensk, par laquelle le second faux Dimitri propose à Sigismond de Pologne une association entre la Russie et la Pologne, un traité est signé qui prévoit que Ladislas Vasa doit régner avec un conseil de boyards avec l'aide du Zemski sobor[25].
- 12 mars : les troupes suédoises de Jacques de La Gardie prennent Moscou[25].
- 4 juillet : bataille de Klouchino. L'armée polonaise de Sigismond III Vasa et l’hetman des Cosaques Stanisław Żółkiewski écrasent l’armée de Vassili Chouiski[26].
- 17 juillet : Vassili Chouiski est destitué par les boyards et mené en captivité en Pologne où il meurt en 1612[27].
- 27 août : Ladislas Vasa, fils du roi de Pologne Sigismond III est proclamé tsar. Le second faux Dimitri doit fuir à Kalouga où il sera tué par des Tatars (11 décembre)[27]. Ses troupes restent en campagne.
- Août, guerre d'Ingrie : les Suédois assiègent sans succès Novgorod, puis en septembre la forteresse de Korela qui tombe en mars 1611[28].
- 21 septembre : les troupes polonaises entrent dans Moscou, qu'elles occupent jusqu'au 22 octobre 1612[27].

## Naissances en 1610
- 1er janvier (ou 25 décembre 1609)[29] : Louise Moillon, peintre de natures mortes française († 21 décembre 1696).

- 3 mars : Pierre Dupuis, peintre français († 18 février 1682).
- 4 mars : William Dobson, peintre anglais († 28 octobre 1646).
- 6 mars : Simon Luttichuys, peintre néerlandais († 16 novembre 1661).

- 22 avril : Alexandre VIII, pape († 1er février 1691).

- 4 juillet : Paul Scarron, écrivain français († 6 octobre 1660).

- 15 décembre : David Teniers le Jeune, peintre flamand († 25 avril 1690).
- 18 décembre : Adriaen van Ostade, peintre néerlandais († 2 mai 1685).

- Date précise inconnue :
  - Domenico de Benedettis, peintre italien († vers 1678).
  - Wojciech Bobowski, compositeur et drogman ottoman († 1675).
  - Egbert van Heemskerk I, peintre néerlandais († 1680).
  - Dirck van Santvoort, peintre néerlandais († 9 mars 1680).
  - Karel Škréta, peintre bohémien († 30 juillet 1674).
  - Dirck Stoop, peintre et graveur néerlandais († 1686).

- Vers 1610 :
  - Jan Asselyn, peintre et dessinateur néerlandais († 1er octobre 1652).
  - Daniël de Blieck, peintre, dessinateur industriel et architecte néerlandais († 1673).
  - Albert Eckhout, peintre néerlandais († 1666).

## Décès en 1610
- 1er janvier : Cinzio Passeri Aldobrandini, cardinal italien (° 1551).
- 19 janvier : François Feuardent, religieux de l’Ordre de Saint-François, docteur de l’Université de Paris, professeur et orateur de la Ligue (° 1er décembre 1539).
- 21 janvier : Alphonse d'Ornano, maréchal de France (° 1548).

- 25 février : Philippe Canaye, jurisconsulte et diplomate français (° 1551).

- 6 mars : Benito Pereira, jésuite, philosophe, théologien et exégète espagnol (° 4 mars 1535).
- 7 mars : Marie de Saxe-Weimar, princesse-abbesse de Quedlinbourg (° 7 octobre 1571).
- 10 mars : Pierre Victor Palma Cayet, historien, traducteur et controversiste français (° 1525)[30].
- 19 mars : Hasegawa Tōhaku, peintre japonais (° 1539).
- 20 mars : Anne de Suède, princesse de Suède-Finlande (° 19 juin 1545).
- 27 mars : Innocenzo del Bufalo, cardinal italien (° 1566).
- 28 mars : Wolfgang de Hohenlohe-Weikersheim, premier comte de Hohenlohe-Weikersheim (° 14 juin 1546).

- 15 avril : Robert Persons, prêtre jésuite, théologien et controversiste anglais (° 24 juin 1546).
- 24 avril : Anne de Holstein-Gottorp, noble allemande (° 27 février 1575).

- 6 mai : Martin Martini, graveur suisse (° vers 1565).
- 11 mai :
  - Ikoma Kazumasa, samouraï de la fin de la période Sengoku et du début de l'époque d'Edo (° 1555).
  - Matteo Ricci, jésuite missionnaire en Chine (° 6 octobre 1552).
- 14 mai : Henri IV (assassiné par Ravaillac), roi de France (° 13 décembre 1553).
- 18 mai : Pierre de Fontenay, seigneur normand qui combattit dans l'armée royale pendant les guerres de religion (° 1541).
- 19 mai : Tomás Sánchez, prêtre jésuite, théologien (moraliste) et écrivain espagnol (° 1550).
- 27 mai : François Ravaillac, régicide français (° 1577).

- 15 juin : Charles III de Bourbon, archevêque de Rouen (° 1554).

- 7 juillet : Amandus Polanus von Polansdorf, théologien protestant allemand (° 16 décembre 1561).
- 13 juillet : Jean Pappus, théologien luthérien allemand (° 16 janvier 1549).
- 14 juillet : François Solano, missionnaire espagnol de l'ordre des Frères mineurs (° 10 mars 1549).
- 18 juillet : le Caravage (Michelangelo Merisi) à Porto Ercole (Toscane), peintre italien (° 29 septembre 1571).
- 20 juillet : Jean Errard, mathématicien et ingénieur militaire français (° vers 1554).

- 1er août : Ina Tadatsugu, samouraï puis daimyo de la fin de l'époque Sengoku au début de l'époque d'Edo au service du clan Tokugawa (° 1550).
- 11 août :
  - Bernard Maciejowski, cardinal polonais (° 1548).
  - Girolamo Pamphilj, cardinal italien (° 1544).
- 14 août : Dominique de Vic, militaire français (° 1551).
- 21 août : Gushichan Chōsei, lettré et sessei du royaume de Ryūkyū (° 20 mai 1578).
- 25 août : Jean Pidoux, médecin français (° vers 1550).

- 2 septembre : Henri Canisius, canoniste et historien de religion catholique hollandais (° 1562).
- 5 septembre : Nicolás Borrás, religieux et peintre espagnol (° 1530).
- 9 septembre : Frédéric IV du Palatinat, comte palatin du Rhin (° 5 mars 1574).
- 11 septembre : Jakob Zwinger, médecin et philologue suisse (° 15 août 1569).

- 6 octobre : Hosokawa Fujitaka, daimyo japonais de l'époque Sengoku (° 3 juin 1534).
- 14 octobre : Amago Yoshihisa, daimyō de la province d'Izumo du Japon féodal (° 1540).
- 26 octobre :  Francesco Vanni, peintre et graveur italien (° 1563 ou 5 janvier 1564).

- 2 novembre : Richard Bancroft, ecclésiastique anglais, soixante-quatorzième archevêque de Cantorbéry (° 1544).
- 9 novembre : George Somers, navigateur anglais (° 1554).
- 23 novembre : Bernard de Girard, historien français (° 1535).
- 31 décembre : Ludolph van Ceulen, mathématicien allemand (° 28 janvier 1540).

- 3 décembre : Honda Tadakatsu, général japonais, puis daimyo, de la fin de la période Sengoku et du début de l'époque d'Edo, au service de Tokugawa Ieyasu (° 17 mars 1548).
- 11 décembre : Adam Elsheimer, peintre allemand (° 18 mars 1578).
- 23 décembre : François de Civille, militaire français (° 12 avril 1537).

- Date précise inconnue :
  - Abul Qasim ibn Mohammed al-Ghassani, médecin à la cour des Saadiens (° 1548).
  - Sadiq Bek, miniaturiste persan, calligraphe, poète et historien-chroniqueur de l'époque safavide (° 1533).
  - Nicholas Carlton, compositeur anglais (° 1540).
  - Georges Chortatzis, dramaturge grec, crétois (° 1545).
  - Giovanni Battista Cremonini, peintre italien (° vers 1550).
  - Francesco Curia, peintre italien de l'école napolitaine (° 1538).
  - Ekathotsarot, roi du royaume d'Ayutthaya (° 1556).
  - Pierre Forget de Fresnes, baron de Véretz et du Fau, seigneur de Fresnes et de La Ferté-Hubert (° 1544).
  - Benedetto Gennari, peintre italien (° 1563).
  - Nicolò Vito di Gozze, homme politique de Raguse, philosophe et écrivain de langue italienne (° 1549).
  - Sun Kehong, peintre chinois (° 1532).
  - Jan Moretus, imprimeur flamand (° 2 mai 1543).
  - Nicolas de Nancel, médecin et humaniste français (° 1539).
  - Gaspard de Pontevès, chef des ligueurs en Provence, grand sénéchal de Provence et gouverneur de Provence (° 1557).
  - Jean-Baptiste II de Taxis, conseiller d'État et ambassadeur du roi Philippe III d'Espagne (° 1530).
  - Yuan Hongdao, écrivain chinois de la dynastie des Ming (° 1568).

- Vers 1610 :
  - Peter Bales, calligraphe anglais (° 1547).
  - Fernando de las Infantas, compositeur, prêtre et théologien espagnol (° 1534).
  - Livio Modigliani, peintre italien (° vers 1540).
  - Arnold Wion, moine bénédictin et historien, né à Douai alors dans les Pays-Bas des Habsbourg et mort en italie (° 15 mai 1554).
  - Amina de Zaria, reine de Zazzua (Zaria) et Abuja, (Nigeria), de 1576 à 1610, reine de Kano de 1580 à 1582 (° 1533).

- Après 1610 :
- Isabella Bendidio, aristocrate ferraraise (° 13 septembre 1546).